# Římskokatolická farnost Hněvošice
Římskokatolická farnost Hněvošice je územní společenství římských katolíků s farním kostelem Krista dobrého Pastýře v Hněvošicích.

## Kostely a kaple na území farnosti
- Kostel Krista dobrého Pastýře v Hněvošicích
- Kostel svatého Petra a Pavla v Hněvošicích